# Albert Baró
Albert Baró i Coll (San Esteban de Palautordera, Barcelona; 29 de abril de 1996), conocido simplemente como Albert Baró, es un actor español. Reconocido por interpretar a Joan Capdevila en la serie juvenil española Merlí y a Bruno Salvat en la telenovela argentina Argentina, tierra de amor y venganza.

## Biografía
Procedente de una familia con tradición en el teatro, se formó en Horitzó Teatre de Sant Esteve de Palautordera, con el que ha realizado varias producciones teatrales como Los Pastorets, Abrazo-Sant Esteve Tsunami y Grease. Con doce años obtuvo su primer trabajo profesional interpretando en Johan durante la novena y parte de la décima temporada de la serie, El cor de la ciutat. En 2009, participó en la versión televisiva de Les veus del Pamano, novela de Jaume Cabré. En el 2012, debutó en la pantalla grande interpretando a Gabi, uno de los protagonistas de Los niños salvajes y en 2014 apareció en Asmodexia, del director Marc Carreté. Por otra parte, en el teatro ha participado en la obra Els nostres tigres beuen llet de Albert Espinosa, que se representó en el Teatro Nacional de Cataluña.
En el 2015, se unió al reparto de la serie Merlí. Apareció en el videoclip de «The Less I Know the Better» del grupo australiano Tame Impala. Entre 2015 y 2016, realizó un curso de interpretación en la escuela Laura Jou y participó en la obra de teatro, Citizenship, que se estrenó en marzo en Barcelona. Durante 2018, participó en la serie Servir y proteger de TVE. Actuó también en la telenovela porteña, Argentina, tierra de amor y venganza por El Trece, de Buenos Aires, interpretando a Bruno, un catalán que huye de la Guerra Civil. En 2021 se anunció su participación en la serie de Netflix Bienvenidos a Edén.

## Filmografía

### Televisión
| Año         | Título                               | Personaje            | Canal          | Notas                                         |
| ----------- | ------------------------------------ | -------------------- | -------------- | --------------------------------------------- |
| 2008 - 2009 | El corazón de la ciudad              | Johan                | TV3            | Reparto secundario, 12 episodios              |
| 2009        | La veus del Pamano                   | Jaumet               | TV3            | Reparto secundario, 2 episodios               |
| 2015 - 2017 | Merlí                                | Joan Capdevila       | TV3            | Reparto principal, 40 episodios               |
| 2017 - 2018 | Servir y proteger                    | David Merino         | La 1           | Reparto principal (temporada 2), 58 episodios |
| 2019        | Argentina, tierra de amor y venganza | Bruno Salvat         | El Trece       | Protagonista, 205 episodios                   |
| 2019        | Chueco en línea                      | Él mismo             | Flow           | Participación especial, 1 episodio            |
| 2020        | Adentro                              | Iñaki                | YouTube / Flow | Participación especial, 3 episodios           |
| 2021        | Yrreal                               | Raúl                 | Playz          | Reparto secundario, 6 episodios               |
| 2022- 2023  | Bienvenidos a Edén                   | Aldo Roig Muro       | Netflix        | Reparto principal, 4 episodios                |
| 2023        | Nacho                                | Samuel               | Atresplayer    | Reparto secundario, 3 episodios               |
| 2025        | Ladrones: La tiara de santa Águeda   | Javier "Javito" Ruiz | Disney+        | Reparto principal, 6 episodios                |

### Cine
| Año  | Título                        | Personaje            | Director          |
| ---- | ----------------------------- | -------------------- | ----------------- |
| 2012 | Los niños salvajes            | Gabi                 | Patricia Ferreira |
| 2014 | Asmodexia                     | Jan                  | Marc Carreté      |
| 2018 | Las leyes de la termodinámica | Alumno               | Mateo Gil         |
| 2024 | Disco, Ibiza, Locomía         | Juan Antonio Fuentes | Kike Maíllo       |
| 2024 | Estación Rocafort             | Román (joven)        | Luis Prieto       |

Videos Musicales
-Participó interpretando un personaje en el video musical "The Less I Know the Better" del grupo Tame Impala.

### Teatro
- Nuestros Tigres Beben Leche, Dir. Albert Espinosa. Teatro Nacional de Cataluña (2013)
- L’herencia, Dir. Joaquim Bundó. Microteatro de Barcelona (2015)
- Purpurina,  Dir. Oriol Vila y Raquel Salvador. Microteatro de Barcelona. Barts Club de Barcelona (2016)
- La Fortuna De Silvia, Dir.: Jordi Prat Coll. Teatro Nacional de Cataluña (2016-2017)
- Paradise, Dir. Oriol Vila y Raquel Salvador. Teatro Poliorama. (2016-2017)